# クリストファー・マンク (第2代アルベマール公)
第2代アルベマール公爵クリストファー・マンク（Christopher Monck, 2nd Duke of Albemarle, KG, PC, 1653年8月14日 - 1688年10月6日）は、イングランドの貴族。初代アルベマール公ジョージ・マンクとアン・クラージスの一人息子。

## 生涯
1662年に密かにグレイ法曹院に入学、1667年1月には13歳の若さにもかかわらずデヴォンシャーから下院議員に選出され政界に進出、1670年の父の死でアルベマール公位を継承して上院へ移った。また、父が任命されていた寝室係侍従・ボーランド卿も受け継ぎ、1675年にデヴォンシャー統監・治安判事とエセックス統監、イングランド陸軍のいくつかの名誉連隊隊長にも任じられ、1678年から1679年までクイーンズ騎兵連隊隊長を、1679年から1685年まで近衛騎兵第1中隊隊長を務めた。
1681年1月6日、アルベマールの使用人と肉屋との間で行われた試合がイングランド最初のボクシングとして記録されている（試合は肉屋の勝利）。1682年から亡くなる1688年までケンブリッジ大学総長も在任した。
1685年、ジェームズ2世の即位に乗じて甥のモンマス公爵ジェイムズ・スコットが反乱を起こすと、デヴォンシャー統監・治安判事を辞職してモンマスを迎え撃とうとしたが、反乱軍に出くわすと戦わずに撤退した。以後はウィリアム・フィップスの航海援助をしたり、1687年にジャマイカ総督に任命されたが翌1688年にジャマイカで35歳で死去。1669年にホワイトホール宮殿で結婚したニューカッスル公ヘンリー・キャヴェンディッシュの娘エリザベスとの間に子供は無くマンク家とアルベマール公位は断絶した。
1696年にジェームズ2世はアルベマール公位を復活させ自分の庶子ヘンリー・フィッツジェームズに叙爵したが、ジェームズ2世は1688年の名誉革命でイングランドを追放された亡命の身であり、イングランドで実効性が無いジャコバイト貴族としての爵位でしかなかった（1702年のヘンリーの死で消滅）。また、1697年にウィリアム3世が寵臣のアーノルド・ヴァン・ケッペルをアルベマール伯位に叙爵、子孫は伯爵として続いていった。
アルベマール自身はなんら業績が無いまま亡くなったが、2人の重要人物を引き立てている。1人はハンス・スローンで、アルベマールのジャマイカ赴任に医者として同行、ジャマイカの収集品や他のコレクションを集めて寄贈、後の大英博物館の基礎を築いた。もう1人はウィリアム・フィップスで、アルベマールの援助で航海中に難破船を引き上げて大儲けした後はアメリカの植民地へ渡りウィリアム王戦争でフランスと戦い、1692年にマサチューセッツ湾直轄植民地総督に任命された。